# Освітленість
Освíтленість (англ. illuminance) — фізична величина, яка дорівнює відношенню світлового потоку {\displaystyle d\Phi _{v}}, що падає на малий елемент поверхні, до площі {\displaystyle dS} цього елемента:
{\displaystyle E_{v}={\frac {d\Phi _{v}}{dS}}}.
Одиницею вимірювання освітленості є люкс (лк). На відміну від освітленості, світловий потік, що випромінюється одиницею площі світної поверхні (яка випромінює, відбиває або пропускає світловий потік), називається світністю (англ. luminosity).
Освітленість прямо пропорційна силі світла джерела світла. При віддаленні його від освітлюваної поверхні, її освітленість зменшується обернено пропорційно до квадрата відстані.
Коли проміння світла падає похило до освітлюваної поверхні, освітленість змінюється залежно від косинуса кута падіння проміння.
Освітленість {\displaystyle E_{v}\!} від точкового джерела знаходять за формулою закону обернених квадратів:
{\displaystyle E_{v}={I \over r^{2}}\cos i}
де:
- {\displaystyle I\!} — сила світла в канделах;
- {\displaystyle r\!} — відстань до джерела світла;
- {\displaystyle i\!} — кут падіння проміння світла.

Поняття «освітленість» використовується переважно  у світлотехнічних розрахунках та при нормуванні освітленості об'єктів.
Освітленість вимірюють за допомогою фотоелектричного експонометра та люксметра.
| Фотометричні одиниці SI | Фотометричні одиниці SI | Фотометричні одиниці SI               | Фотометричні одиниці SI | Фотометричні одиниці SI | Фотометричні одиниці SI                                                                                            |
| Величина                | Позначення              | Формула                               | Одиниця SI              | Скорочення              | Примітка |
| ----------------------- | ----------------------- | ------------------------------------- | ----------------------- | ----------------------- | --- |
| Світлова енергія        | Qv                      | Q= Ф*t, t-час                         | люмен-секунда           | лм·с                    | Іноді цю одиницю називають тальботом                                                                               |
| Світловий потік         | Ф                       | Ф= I*4п                               | люмен = кд·ср           | лм                      | - |
| Сила світла             | Iv                      | I= Ф/4п                               | кандела=лм/ср           | кд                      | - |
| Яскравість              | B                       | B=I/A, А-площа поверхні, що світиться |                         | кд/м2                   | - |
| Освітленість            | Ev                      | Е=Ф/А                                 | люкс = лм/м2            | лк                      | Використовується щодо світла, яке падає на поверхню                                                                |
| Світність               | Mv                      | M=Ф/А                                 | люкс = лм/м2            | лк                      | Використовується щодо світла, яке випромінюється поверхнею                                                         |
| Світловий вихід         | -                       | -                                     |                         | лм/Вт                   | Відношення світлового потоку до густини потоку електромагнітного випромінювання, максимальне значення дорівнює 683 |
| Світлова експозиція     | Н                       | Н= Et= Q/A= ∫E dt                     | люкс/секунда            | лк/с                    | - |
| Світлова віддача        | К                       | -                                     | люмен/ват               | лм/вт                   | - |